# La garra del león

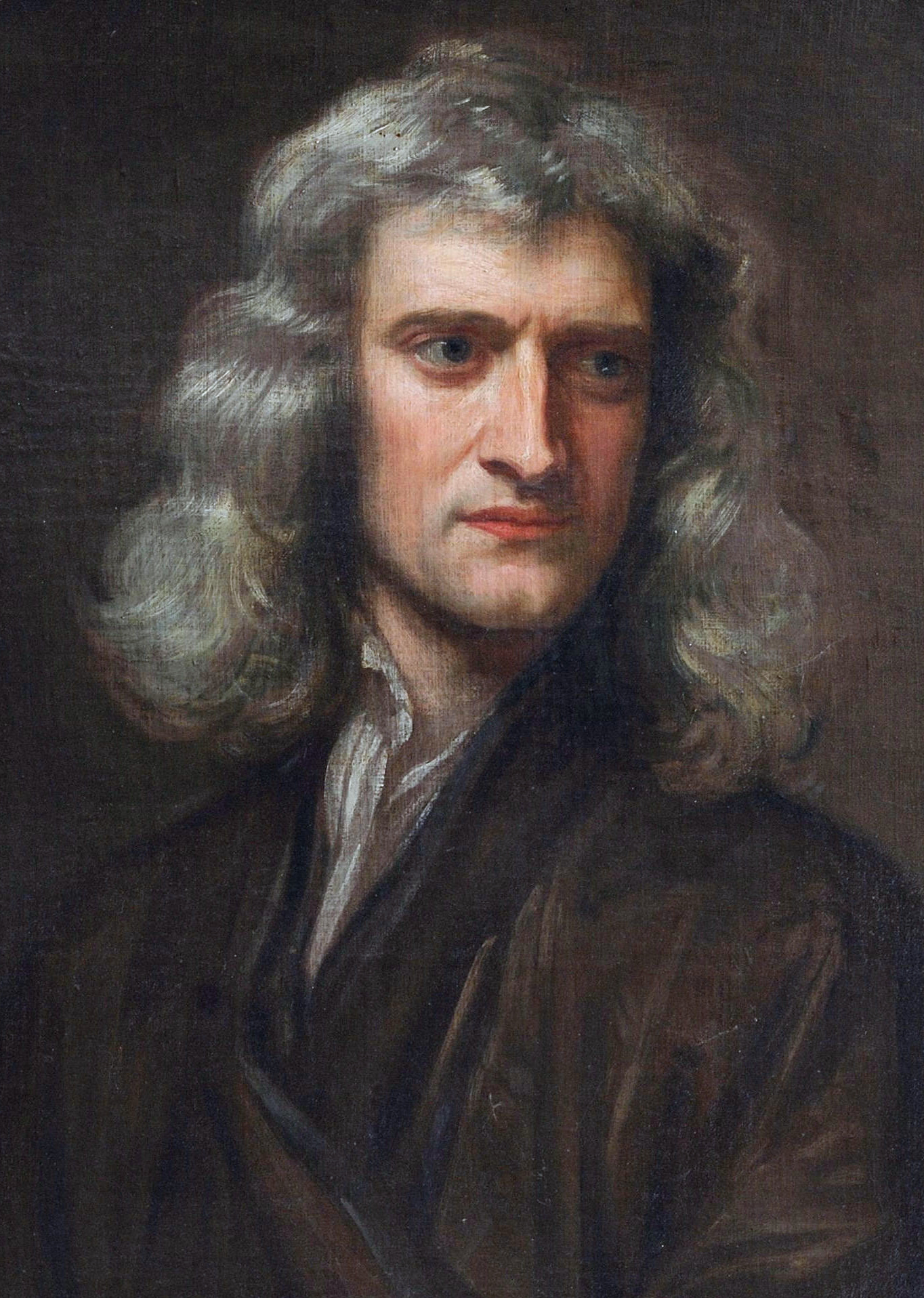
Isaac Newton.

La zarpa del león (de la locución latina Ex ungue leonem, literalmente "Por una garra (se conoce) al león") es el nombre con que se conoce un celebérrimo episodio de la historia de la ciencia ocurrido en Londres el 29 de enero de 1697.
Consistió en la presentación de dos difíciles problemas matemáticos a la comunidad científica de la época, estableciéndose un plazo de seis meses para la resolución de ambos. Cumplido el plazo, solo Gottfried Leibniz había resuelto uno de los dos, y por medios matemáticamente penosos. El plazo fue extendido seis meses más, con los mismos resultados.
Pasado un año, uno de los problemas seguía sin ser resuelto, y el otro esperaba aún una solución elegante y referida al caso general. Sir Edmond Halley se percató de que Sir Isaac Newton no había sido informado del desafío, y le llevó ambos problemas. El padre de la gravitación resolvió en diez horas los dos problemas frente a los que sus contemporáneos habían fracasado durante doce meses y publicó las soluciones en forma anónima.
El organizador del concurso, Johann Bernoulli, apenas leído el texto con las soluciones, declaró estar seguro de que el vencedor era Newton. Cuando le preguntaron por qué (siendo un artículo anónimo), respondió con la célebre frase: Tanquam ex ungue leonem, figuradamente "porque reconozco las garras del león" o "por sus garras se conoce al león", en el sentido de que sólo Newton podría ser capaz de resolver tales problemas y lo que es más en el estilo claro, conciso, brillante y definitivo característico del científico inglés que era fácilmente reconocible para Bernoulli.

## Antecedentes
La increíble capacidad matemática de Newton había sido puesta anteriormente a prueba en numerosas ocasiones, dos de las cuales son especialmente célebres.
Desde el siglo III a. C. los geómetras habían intentado solventar el famoso "Problema de Pappo", que consiste en determinar el lugar geométrico en que se debe localizar un punto de modo tal que el rectángulo comprendido entre sus dos distancias a dos líneas rectas esté en una proporción dada al rectángulo comprendido por las distancias a otras dos líneas también dadas. El propio Apolonio había sido derrotado por este problema. La razón era que es irresoluble por métodos geométricos. 
Cuando se le requirió a Newton alguna idea, respondió sin vacilar: "Es una cónica". Tomó una tiza y escribió una demostración inatacable de la afirmación anterior.
En otra oportunidad, Newton fue desafiado a obtener la trayectoria ortogonal de una familia de curvas anidadas, lo que constituía una burla encubierta, porque en esos años se creía que el problema no tenía solución. Pero Newton afirmó que sí la tenía, y que iba a tardar cinco horas en encontrarla. Con papel y lápiz, tardó exactamente ese tiempo en resolver la ortogonal. Esa demostración es la misma que se utiliza hoy en los cálculos de determinación de trayectorias.

## Participantes
Los dos problemas de Bernoulli fueron planteados ante los miembros de la Real Sociedad de Ciencias británica. Entre ellos se contaban, además de los citados Newton (que, como se ha dicho, no se enteró del asunto hasta un año más tarde), Leibniz, Halley y el propio Bernoulli, las personalidades siguientes:
- Robert Hooke, matemático y biólogo inglés, descubridor de la célula;

- El Marqués de L´Hôpital, célebre matemático francés, autor del primer libro sobre cálculo diferencial;

- Christopher Wren, astrónomo, arquitecto e ingeniero inglés;

- David Gregory, notable astrónomo escocés;

- Christiaan Huygens, matemático, físico y astrónomo neerlandés;

- Ehrenfried Walther von Tschirnhaus, matemático alemán;

- Pierre Varignon, matemático francés;

y muchas figuras intelectuales de similares talentos y capacidades.

## Marco temporal
Bernoulli presentó a los asociados sus dos problemas en 1696.
Halley se personó en la residencia de Newton (a petición de Leibniz) el 29 de enero de 1697 a las dos de la tarde para presentarle los problemas, a lo que el segundo respondió que más tarde los estudiaría.
A las cuatro de la madrugada Newton había resuelto ambos, y a las 8 de la mañana del 30 de enero envió las demostraciones en una carta sin firma al presidente de la Sociedad. Las soluciones eran tan elegantes y precisas que fueron publicadas en el número siguiente de la revista Philosophical Transactions, correspondiente al mes de febrero de 1697.

## Otras soluciones al primer problema
El primer problema fue resuelto por otros cinco matemáticos además de Newton: Leibniz, Guillaume de l'Hôpital, Tschirnhaus, Johann Bernoulli y el hermano de este, Jacob. 
Como se ha explicado, la solución de Leibniz era muy trabajosa. La de Johann era elegante, pero contemplaba solo un caso particular. La de L'Hôpital parece haber sido plagiada de esta última. La de Jacob Bernoulli era algo más general que la de su hermano, pero era demasiado larga, dificultosa y sumamente aburrida.
La de Newton, en cambio, es para el caso general, y se la considera concisa, simple, breve y elegante.
Nadie más que Newton consiguió resolver el segundo problema.

## Planteamiento de ambos problemas

### Primer problema
Determinar la braquistócrona.

### Segundo problema
Servirse encontrar una curva tal que si se traza una línea desde un punto dado O —que corte a la curva en P y en Q— entonces OP´ + OQ´ sea constante.

## Soluciones de Newton

### Al primer problema
Si bien la solución de Bernoulli era correcta, se trató de un hallazgo experimental, observando el comportamiento de móviles y de rayos de luz.
La de Newton, en cambio, era puramente matemática, y demostraba que la trayectoria más rápida para que un móvil se desplace de un punto dado a otro (es decir, la braquistócrona) no es un plano inclinado que una ambos puntos, sino la propia cicloide.

### Al segundo problema
Newton descubrió la ecuación diferencial de la cicloide para resolver el segundo punto del desafío:
{\displaystyle \left({\frac {dy}{dx}}\right)^{2}=\left({\frac {2r-y}{y}}\right)}
donde {\displaystyle \,r} representa el radio de la circunferencia generadora de la cicloide.